# Воловик Попова
Воловик Попова (Anchusa popovii) — вид рослин родини шорстколисті (Boraginaceae), поширений у південно-східній Європі.

## Опис
Однорічник 30–60 см завдовжки. Листя лінійне; довго загострене, 4–16 см завдовжки, 2–7 мм завширшки, зелене, розсіяно жорстко-щетинисте. Трубка чашечки помітно перевищує довжину чашечки; чашечка 4.5–7 мм довжиною, при плоді 8–10 мм довжиною. Віночок жовтий, 10–12 мм у діаметрі.

## Поширення
Європа: Україна, пд.-зх. Росія.
В Україні зростає на сипучих пісках — головним чином у басейні Сіверського Дінця (Харківська та Луганська області), зрідка в Сумській і Дніпропетровській областях, на заході доходить до Дніпра (Київська область, смт Димер, м. Біла Церква, околиці Києва). Входить у списки регіонально рідкісних рослин Дніпропетровської й Запорізької областей.